# Prateik Babbar
Prateik Babbar  (en hindi: प्रतीक, en maratí: प्रतीक) (28 de noviembre de 1986) es un actor de la India. Él es el hijo natural de la fallecida actriz Smita Patil Babbar y el actor convertido en político Raj Babbar. Él es de 5 a 6 años mayor que su hermanastro Arya Babbar y 10 años mayor que su hermanastra Juhi Babbar Soni. Su media hermana está casada con el actor de televisión Anup Soni. Él fue criado por sus abuelos maternos y los fines de semana con su padre en una familia reconstituida.

## Carrera
Al principio Prateik trabajó para el cineasta publicitario Prahlad Kakkar durante un año como asistente de producción. Durante este tiempo Prateik fue lanzado en películas de publicidad para varias compañías, incluyendo KitKat.
Prateik hizo su debut actoral en la producción de Aamir Khan, Jaane Tu Ya Jaane Na, junto con Imran Khan y Genelia D'Souza. Su interpretación del hermano de Genelia, Amit, le valió los aplausos de la crítica y le valió varios premios y nominaciones. La película se convirtió en un éxito comercial importante. Él apareció en la aclamada Dhobi Ghaat de Kiran Rao, que abrió sus puertas a las revisiones positivas en festivales de cine de todo el mundo. Él aparece en el thriller de acción Dum Maro Dum junto a Abhishek Bachchan y Rana Daggubati. Se le ha visto junto a Amitabh Bachchan, Saif Ali Khan, Deepika Padukone y Manoj Bajpai en la película Aarakshan de Prakash Jha, lanzada en agosto de 2011.

## Filmografía
| Año  | Filme                   | Rol           | Notas  |
| ---- | ----------------------- | ------------- | ------ |
| 2008 | Jaane Tu... Ya Jaane Na | Amit          |        |
| 2011 | Dhobi Ghaat             | Munna         |        |
| 2011 | Dum Maro Dum            | Lorry         |        |
| 2011 | Aarakshan               | Sushant       |        |
| 2011 | My Friend Pinto         | Michael Pinto |        |
| 2012 | Ek Deewana Tha          | Sachin        |        |
| 2012 | Issaq                   |               | Rodaje |
| 2022 | Cobalt Blue             | sin nombre    |        |